# برذنار
بِرذنار أو بزنار هي مدينة إسبانية تابعة لبلدية الإقليم في مقاطعة غرناطة (منطقة الأندلس المتمتعة بالحكم الذاتي). تقع في الجزء الجنوبي الشرقي من وادي الإقليم. بالقرب من هذه المدينة حارة العرب.